# Oermingen
Oermingen är en kommun i departementet Bas-Rhin i regionen Grand Est (tidigare regionen Alsace) i nordöstra Frankrike. Kommunen ligger i kantonen Sarre-Union som tillhör arrondissementet Saverne. År 2022 hade Oermingen 1 098 invånare.

## Befolkningsutveckling
Antalet invånare i kommunen Oermingen
| Referens: INSEE |